# International Fellowship of Evangelical Students

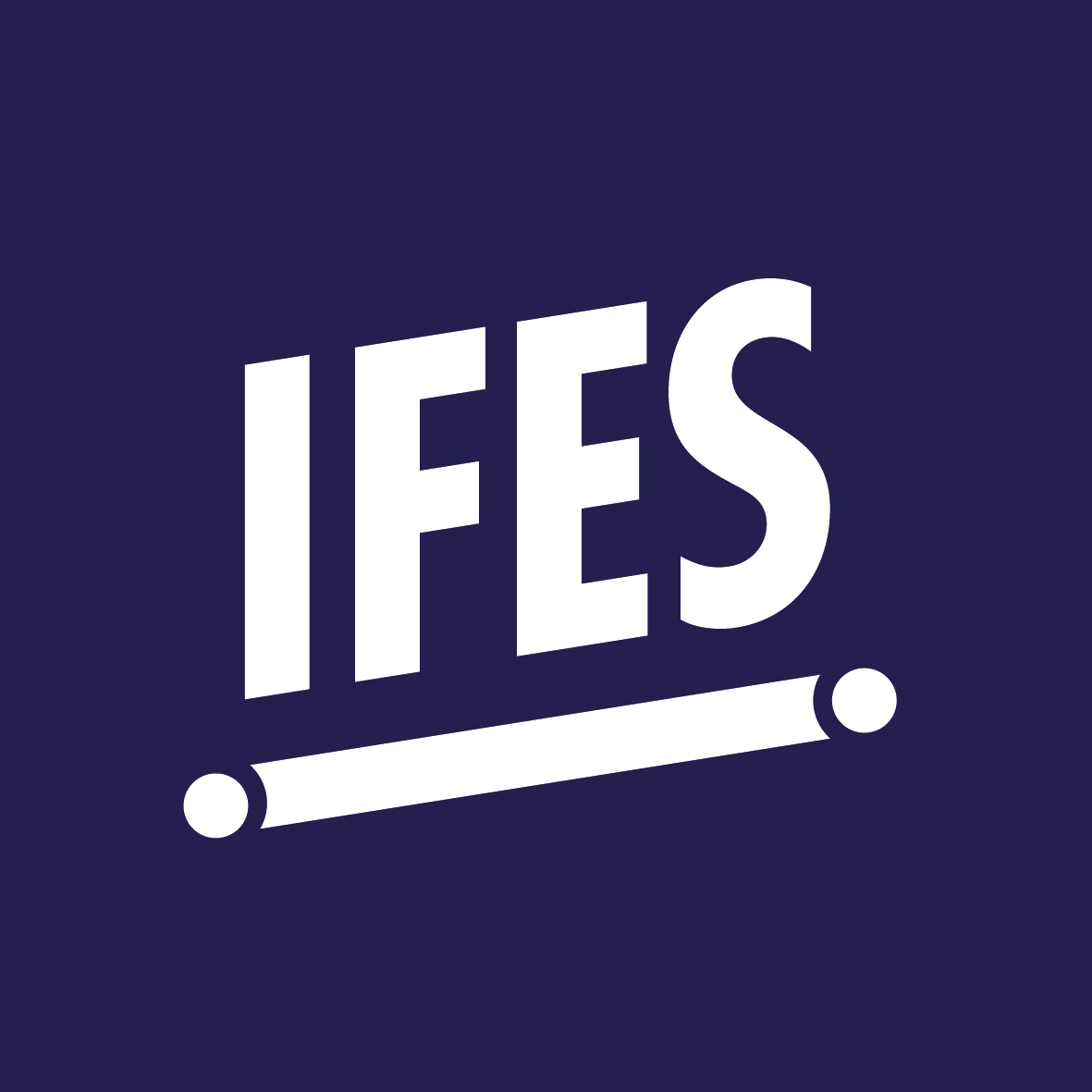
Ifes Logo

International Fellowship of Evangelical Students (IFES) ist eine Organisation evangelikaler Studierender mit dem Ziel der Verbreitung des Evangeliums. Das Ziel ist es, einheimische und eigenständige evangelikale Studierendenbewegungen in jedem Land zu gründen, in dem es universitäre Ausbildung gibt. 
Die Verwaltung befindet sich in Oxford (England).

## Geschichte
1947 trafen sich Menschen aus Australien, den Niederlanden, Großbritannien, Kanada, China, Frankreich, Neuseeland, Norwegen, der Schweiz und den USA in Boston (USA) mit dem Ziel die Evangelisation unter Studenten auf der ganzen Welt zu verstärken.
Ende des 20. Jahrhunderts war die IFES zu einer Organisation von lokalen Bewegungen in 140 Ländern gewachsen. 

## Aktivitäten
Alle vier Jahre treffen sich Repräsentanten aller Mitgliedsbewegungen zur „World Assembly“. 
Für Studenten werden alle paar Jahre regionale Konferenzen organisiert. In Europa und Eurasien gibt es eine „European Student Evangelism Conference“. Konferenzen dieser Art fanden 2008 in Linz, Österreich, 2004 und 2012 in Győr, Ungarn, und 2000 sowie 2017 in Aschaffenburg, Deutschland,  statt.
Die Organisation bietet auch Sommer- und Jahresteams an. Diese bestehen aus Studenten und kürzlich graduierten Akademikern. Sie helfen während ihres Urlaubs oder akademischen Jahres Studentenbewegungen in Europa und Eurasien zu gründen. Dabei leisten sie grundlegende Aufbauarbeit oder unterstützen bereits gegründete Bewegungen.

## Nationale Gruppen
Mitglieder sind unter anderem:
- Australian Fellowship of Evangelical Students
- BCSU (Bulgarien)
- BSKSh Albania (Albanien)
- Campus Evangelical Fellowship (Taiwan)
- ChSA Poland (Polen)
- Credo Sweden (Schweden)
- EEüü (Estland)
- EUS (Serbien und Montenegro)
- EUSFBiH Evanđeosko Udruženje Studenata u Federaciji Bosne i Hercegovine (Bosnien und Herzegowina)
- Fellowship of Evangelical Students (Hong Kong)
- Fräi Chrëschtlech Studenten Associatioun (Luxemburg)
- GBEU Groupes Bibliques en Écoles et Universités (französischsprachige Schweiz)
- GBU Groupes Bibliques en Universités (Belgien, Frankreich)
- GBU Gruppi Biblici Universitari (Italien, Portugal)
- GBUC (französischsprachiges Kanada)
- Groupes Bibliques des Elèves et Etudiants du Camerun (Kamerun)
- IFES (Niederlande, Irland)
- IVCF InterVarsity Christian Fellowship (englischsprachiges Kanada und USA)
- IVF (Südkorea)
- KFS Kristeligt Forbund for Studerende (Dänemark)
- LKSB Latvia (Litauen)
- MEKDSZ (Ungarn)
- NKSS Norges Kristelige student- og skoleungdomslag (Norwegen)
- OSCER (Rumänien)
- OPKO-FSSM (Finnland)
- ÖSM Österreichische Studentenmission (Österreich)
- Perkantas (Indonesien)
- SEAM Exodus (Mazedonien)
- Studentenmission in Deutschland (SMD)
- STEP Studentski evanđeoski pokret (Kroatien)
- Tertiary School Christian Fellowship (Neuseeland)
- Universities and Colleges Christian Fellowship (UCCF) (Großbritannien)
- UKH (Tschechien)
- Union of Evangelical Students of India (Indien)
- Vereinigte Bibelgruppen in Schule, Universität und Beruf (VBG, deutschsprachige Schweiz)
- ZVES (Slowenien)

Ungefähr 50 Studentenbewegungen sind in Europa und Eurasien mit der IFES verbunden.